# Критерии Бирса
Критерии Бирса для потенциально неуместного использования лекарств у пожилых людей, обычно называемые списком Бирса , представляют собой рекомендации, опубликованные Американским гериатрическим обществом (AGS) для медицинских работников, чтобы помочь повысить безопасность назначения лекарств для взрослых в возрасте 65 лет и старше во всех случаях, за исключением паллиативных условий . Они подчеркивают необходимость отмены назначений ненужных лекарств, что помогает уменьшить шанс возникновения полипрагмазии, уменьшить количество лекарственных взаимодействий и побочных реакций, тем самым улучшая соотношение риска и пользы от схем лечения у людей из группы риска .
Критерии используются в гериатрической клинической помощи для мониторинга и улучшения качества. Они также используются в обучении, исследованиях и политике здравоохранения, чтобы помочь в разработке показателей эффективности и документировании результатов. Эти критерии включают списки лекарств, при применении которых потенциальный риск может превышать потенциальную пользу для людей в возрасте 65 лет и старше. Принимая во внимание эту информацию, практикующие врачи могут уменьшить количество неблагоприятных побочных эффектов, вызванных такими лекарствами. Критерии Бирса предназначены для использования в качестве руководства для клиницистов, а не в качестве замены профессионального суждения при принятии решений. Критерии могут использоваться в сочетании с другой информацией, чтобы помочь клиницистам безопасно назначать лекарства пожилым людям .
Критерии часто используются на международном уровне, хотя они были предназначены только для использования в Соединенных Штатах. Некоторые страны адаптировали критерии к своим условиям. Другие страны заметили, что перечисленные лекарства могут быть неприменимы в их стране .

## История
Гериатр Марк Х. Бирс сформулировал свои критерии, названные в его честь, с помощью консенсусной группы экспертов, использующих метод Дельфи. Первоначально критерии были опубликованы в Архиве внутренней медицины в 1991 году  и обновлены в 1997, 2003, 2012, 2015 годах  и последний раз в январе 2019 года  .
AGS зарегистрировала товарный знак на термин «AGS Beers Criteria» и в 2018 году сформировала коммерческое партнерство, чтобы разрешить выпуск программного приложения с использованием своих официальных критериев .

## Управление критериями
В 2011 году Американское гериатрическое общество (AGS) созвало междисциплинарную группу экспертов в области гериатрической медицины, ухода за больными и фармакотерапии, состоящую из одиннадцати человек, для разработки обновленных критериев Берса Американского гериатрического общества за 2012 год для потенциально неуместного применения лекарственных препаратов у пожилых людей  .
Критерии Бирса версии AGS 2012 года отличаются от предыдущих по нескольким параметрам. В дополнение к использованию модифицированного метода Дельфи для достижения консенсуса, группа экспертов следовала основанному на фактических данных подходу, который AGS использовала с момента разработки своего первого практического руководства по хронической боли в 1998 году. Институт медицины (IOM) в отчёте за 2011 год «Руководство по клинической практике, которому мы можем доверять»  рекомендовал всем разработчикам рекомендаций провести систематический обзор доказательств. Следуя рекомендации МОМ, AGS добавила период общественного обсуждения, который проходил параллельно со стандартным процессом приглашения внешней экспертной оценки . В отличие от предыдущих версий критериев, каждая рекомендация оценивается как по качеству доказательств, подтверждающих рекомендации группы, так и по силе их рекомендаций. 
В качестве ещё одного отклонения от критериев 2003 года критерии Бирса версии AGS 2012 года определяют и группируют лекарства, которые могут не подходить для пожилых людей, в три разные категории вместо двух. К первой категории относятся лекарства, которые потенциально не подходят для пожилых людей потому, что они либо представляют высокий риск побочных эффектов, либо обладают ограниченной эффективностью у пожилых пациентов, а также потому, что этим лекарствам существуют альтернативы. Ко второй категории относятся лекарства, которые потенциально не подходят пожилым людям с определенными заболеваниями или расстройствами, поскольку эти препараты могут усугубить указанные проблемы со здоровьем. В третью категорию входят лекарства, которые, хотя и могут быть связаны с большим риском, чем с пользой в целом, могут быть лучшим выбором для конкретного человека, если принимать их с осторожностью. 
Критерии Бирса версии AGS 2012 года были опубликованы в феврале 2012 года в первом онлайн-издании «Журнала Американского общества гериатрии» .
Критерии Бирса были обновлены в 2019 году  и 2023 году .

## Обновление критериев в 2023 году
Некоторые критерии и лекарственные средства были удалены из-за редкого использования этих препаратов или их недоступности в США. Добавлен ряд критериев: например, рекомендовано избегать начала приёма варфарина в качестве начальной терапии для лечения венозной тромбоэмболии или неклапанной фибрилляции предсердий, если альтернативные варианты (например, прямые оральные антикоагулянты) не противопоказаны или нет существенных препятствий для их использования. Рекомендовано избегать применения опиоидов при делирии, антихолинергических лекарственных средств при наличии в анамнезе падений или переломов. С осторожностью следует применять тикагрелор (особенно у пациентов 75 лет и старше) и ингибиторы натрий-глюкозного котранспортера 2 типа (при назначении необходимо наблюдать за пациентами на предмет развития урогенитальных инфекций и кетоацидоза). Рекомендовано избегать одновременного приема ≥3 лекарственных средств, обладающих активностью в отношении центральной нервной системы и миорелаксантов (ввиду повышенного риска падений и переломов), сочетания варфарина и селективных ингибиторов обратного захвата серотонина и норадреналина (что может привести к развитию кровотечений), препаратов лития в сочетании с блокаторами рецепторов ангиотензина или ингибиторами рецепторов ангиотензина-неприлизина (интоксикация препаратами лития). Не следует использовать баклофен при хронической болезни почек или, если это невозможно, применять наименьшую эффективную дозу и следить за признаками токсического действия на центральную нервную систему.
Обновленные в 2023 году критерии Бирса содержат, кроме того, значительные и незначительные изменения в расположении и формулировках критериев, что направлено на повышение ясности понимания и удобства их использования .

## Стиль публикации
Наркотические средства, перечисленные в критериях Бирса, классифицируются в соответствии с риском негативных последствий. Таблицы включают лекарства, использование которых имеет предостережения; которых следует избегать; которых следует избегать при сопутствующих заболеваниях, а также лекарственные препараты, которые абсолютно противопоказаны и относительно противопоказаны пожилым людям. Примером включенного препарата является дифенгидрамин (Бенадрил), антагонист H1 первого поколения с антихолинергическими свойствами, который может усилить седативный эффект и привести к спутанности сознания или падениям. 